# Racismo en Bolivia
El racismo en Bolivia engloba a cualquier tipo de discriminación racial o étnica por parte de un grupo de habitantes u organismos de dicho país hacia grupos de otras naciones o del mismo. Sus orígenes se remontan, al igual que en otros países de Hispanoamérica, al colonialismo del siglo XVI, específicamente durante la conformación del Imperio español y los procesos de exterminio, esclavitud o mestizaje de los nativos de la zona.
En Bolivia han sido víctimas del racismo y la discriminación étnica principalmente indígenas, mestizos, blancos, otros sudamericanos como inmigrantes chilenos, negros y afrodescendientes, además de existir discriminación social a diversos niveles, tales como culturales, económicos, etarios, étnicos, geográficos, sexuales o de género.
En 2010 se dictó un decreto en Bolivia que declaró el 24 de mayo como el Día contra la Discriminación y el Racismo. El 8 de octubre de ese mismo año se promulgó la Ley N°045 denominada "Ley contra el Racismo y Toda Forma de Discriminación".

## Época colonial
Los conquistadores, los criollos coloniales y los bolivianos modernos han tenido diferentes actitudes hacia la población nativa, yendo desde la admiración, pasando por una visión de ellos como unos bárbaros, hasta un racismo propiamente dicho. El padre franciscano Lorenzo Calzavarini menciona en su libro Los Franciscanos en Bolivia que a los indígenas se los denominaba en la época de la colonia como los "infieles", los "del monte" y los "bárbaros".
Durante la época colonial, los españoles designaron provincias cuyos indígenas debían trabajar en los socavones del Cerro Rico de Potosí. Se estableció que cada indígena debía trabajar en la mina una vez cada siete años, permaneciendo el minero durante cinco días a la semana en los socavones sin poder salir y recibiendo un salario de tres pesos y medio. La dureza del trabajo causó el descenso de la población de las provincias sujetas a la mita.